# USS Sailfish (SS-192)
Pour les autres navires du même nom, voir USS Sailfish.
L'USS Sailfish (SS-192) (ou : Squalus) est un sous-marin de classe Sargo construit pour l'US Navy à la fin des années 1930.
Construit initialement sous le nom de Squalus par le Portsmouth Naval Shipyard (Maine), il est mis sur cale le 18 octobre 1937, parrainé par Mme Hart (femme de l'amiral Thomas C. Hart), lancé le 14 septembre 1938 et mis en service le 1er mars 1939 sous le commandement du Lieutenant Oliver F. Naquin.

## Historique
Le 23 mai 1939, lors d'essais au large des îles de Shoals (golfe du Maine), le Squalus coule à cause d'une avarie d'une soupape dans le poste arrière des torpilles. Le compartiment ainsi que le local machines et le poste équipage sont envahis d'eau, vingt-six hommes périssent immédiatement par noyade. La réaction rapide de l'équipage empêche que d'autres compartiments soient noyés. Le sous-marin est repéré par l'un de ses sister-ships, l'USS Sculpin. Ils communiquent en utilisant une bouée téléphonique, avant que le câble ne se rompe. Le sauvetage est assuré par le bâtiment de sauvetage de sous-marins USS Falcon, au cours duquel les plongeurs utilisent pour la première fois la chambre de sauvetage « McCann », qui sauvent trente-trois hommes d'équipage par ce procédé.

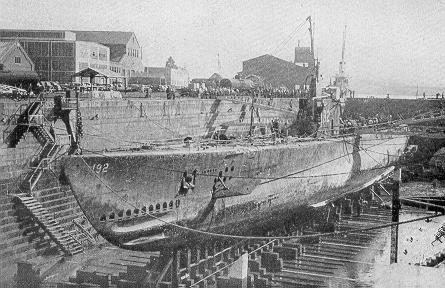
Le SS-192 en cale sèche après son renflouement.

Le Squalus est renfloué après de nombreux travaux qui ont duré cinquante jours pour le remonter. Il arrive à Portsmouth le 13 septembre 1939 où il est ensuite désarmé.
Le 9 février 1940, il est rebaptisé USS Sailfish. Le submersible est mis en service le 15 mai 1940 sous les ordres du Lieutenant commander Morton C. Mumma (en), Jr.
Pendant la Seconde Guerre mondiale, il participe à la bataille du Pacifique et effectue douze patrouilles pendant lesquelles, il endommage notamment le destroyer japonais Harukaze et coule le porte-avions d'escorte Chūyō, ainsi que plusieurs autres bâtiments japonais.
Lors de son service, il reçoit l'American Defense Service Medal, l'American Campaign Medal, la World War II Victory Medal, l'Asiatic-Pacific Campaign Medal avec neuf Battle Stars ainsi qu'une Presidential Unit Citation. Il est désarmé le 27 octobre 1945.
Rayé du Naval Vessel Register le 30 avril 1948, sa carcasse est vendue pour démolition à Philadelphie le 18 juin 1948 et son kiosque sert de mémorial pour les disparus du Squalus au chantier Portsmouth Naval Shipyard.